# Relations entre le Maroc et la Norvège
Les relations entre le Maroc et la Norvège sont les relations extérieures entre le Maroc et la Norvège.

## Histoire
Le Maroc a une ambassade à Oslo tandis que la Norvège a une ambassade à Rabat.